# Slawische Verteidigung
Bei der Slawischen Verteidigung handelt es sich um eine Variante des Damengambits, einer Eröffnung des Schachspiels, die in mehrere Varianten unterteilt wird. Die Slawische Verteidigung wird auch als Slawische Verteidigung im abgelehnten Damengambit, als Slawisches Damengambit oder einfach als Slawisch bezeichnet.
Die Slawische Verteidigung entsteht nach den Zügen:
1. d2–d4 d7–d5
2. c2–c4 c7–c6
Sie zählt zu den Geschlossenen Spielen. Im Gegensatz zum abgelehnten Damengambit wird die schon geöffnete Diagonale c8–h3 nicht durch e7–e6 verschlossen, so dass eine Entwicklung des Läufers c8 nach f5 oder g4 vor e7–e6 möglich bleibt. Unter Umständen kann Schwarz nach 2. … c7–c6 die spätere Annahme des Gambitbauern mit d5xc4 erfolgreich versuchen.
Ideengeschichtlich war die Entwicklung des „offenen Slawen“ eine Auswirkung der „hypermodernen Eröffnungsrevolution“. Denn Schwarz gibt das Zentrum mit 4. … d5xc4 auf, um dann das Fehlen eines eigenen Zentrumsbauern mit einer flexiblen Bauernstruktur und Figurendruck zu kompensieren.
Der Durchbruch auf höchstem Niveau kam durch Aljechin und Euwe bei den Weltmeisterschaftskämpfen 1935 und 1937.

## Varianten

### Abtauschvariante
3. c4xd5 c6xd5
Nach der Auflösung der Zentrumsspannung entsteht eine ausgeglichene Stellung, in der Weiß – aufgrund des Anzugsvorteils – allenfalls einen symbolischen Vorteil hat. Auf Großmeisterniveau oder gar in der Weltspitze ist die Abtauschvariante daher selten anzutreffen.

### Varianten mit 3. Sg1–f3

#### Alapin-Variante
|   | a | b | c | d | e | f | g | h |   |
| 8 |   |   |   |   |   |   |   |   | 8 |
| 7 |   |   |   |   |   |   |   |   | 7 |
| 6 |   |   |   |   |   |   |   |   | 6 |
| 5 |   |   |   |   |   |   |   |   | 5 |
| 4 |   |   |   |   |   |   |   |   | 4 |
| 3 |   |   |   |   |   |   |   |   | 3 |
| 2 |   |   |   |   |   |   |   |   | 2 |
| 1 |   |   |   |   |   |   |   |   | 1 |
|   | a | b | c | d | e | f | g | h |   |

Alapin-Variante: Stellung nach 5. a4
3. Sg1–f3
Durch den Springerzug von Weiß kann Schwarz seine Grundidee nicht sofort umsetzen, denn 3. … Lc8–f5? scheitert an 4. c4xd5 c6xd5 5. Dd1–b3. Die üblichen Antworten von Schwarz sind daher entweder 3. … e7–e6, was in die halbslawische Verteidigung transponiert, oder
3. … Sg8–f6
4. Sb1–c3 d5xc4
Hinter dieser nachträglichen Annahme des Gambits steckt der Plan, den Mehrbauern mittels 5. … b5 zu verteidigen, was Weiß mittels
5. a2–a4
zu verhindern versucht. Die häufigsten Antworten von Schwarz sind

- 5. … Lc8–f5 (Tschechische Verteidigung): Schwarz setzt seinen ursprünglichen Plan in die Tat um.
  - 6. e2–e3 e7–e6 7. Lf1xc4 Lf8–b4 8. 0–0 bringt Weiß leichten Raumvorteil. Das weiße Bauernzentrum ist nicht so beweglich wie es aussieht: d4–d5 führt zu Abtausch und Verflachung, e4–e5 ergibt Stärken und Schwächen für beide Seiten. Schwarz wird auf e6–e5, c6–c5 oder b7–b5 langsam hinarbeiten.
  - Der Rückgewinn des Bauern c4 mittels 6. Sf3–e5 e7–e6 7. f2–f3 führt durch 7. … Lf8–b4 8. e2–e4 Lf5xe4 9. f3xe4 Sf6xe4 10. Lc1–d2 Dd8xd4 zu erheblichen Komplikationen. Die Idee der sofortigen Durchsetzung des Bauernzentrums mittels f2–f3 und e2–e4 war es, einen Lg6 auf Granit beißen zu lassen. Eine Alternative für Schwarz ist 6. Sf3–e5 Sb8–d7 7. Se5xc4 Dd8–c7 mit der Idee 8. g2–g3 e7–e5.
- 5. … Lc8–g4 (Steiner-Variante): Mithilfe des Läuferzuges soll 6. e2–e4 verhindert werden, denn es folgte 6. … e7–e6 7. Lf1xc4 L8–b4 mit einer Fesselung beider weißer Springer. Die übliche Antwort von Weiß auf die Steiner-Variante ist 6. Sf3–e5, um seinerseits den Läufer g4 zu befragen und den Bauern c4 zurückzugewinnen.

#### Tolusch-Geller-Gambit
Im Tolusch-Geller-Gambit überlässt Weiß im Gegensatz zur Alapin-Variante Schwarz die Möglichkeit, mittels b7–b5 den Bauern c4 zu decken und übernimmt mit
3. Sg1–f3 Sg8–f6
4. Sb1–c3 d5xc4
5. e2–e4
die Initiative im Zentrum. Die Hauptvariante ist 5. … b7–b5 6. e4–e5 Sf6–d5 7. a2–a4 e7–e6 8. a4xb5 Sd5xc3 9. b2xc3 c6xb5 10. Sf3–g5 Lc8–b7 11. Dd1–h5 g7–g6 12. Dh5–g4 Lf8–e7.

#### Aljechin-Variante
Die Aljechin-Variante ähnelt von der Grundidee dem Tolusch-Geller-Gambit. Sie entsteht nach
3. Sg1–f3 Sg8–f6
4. Sb1–c3 d5xc4
5. e2–e3
In der Aljechin-Variante ist der weiße e-Bauer im Gegensatz zu diesem jedoch nicht angreifbar. Dadurch gewinnt Weiß Zeit, sich nach 5. … b7–b5 6. a2–a4 b5–b4 sofort des Rückgewinns des Bauern c4 anzunehmen. Die Abspiele 7. Sc3–a2 e7–e6 8. Lf1xc4 oder 7. Sc3–b1 Lc8–a6 8. Dd1–c2 e7–e6 9. Lf1xc4 erreichen mühelos dieses Ziel.

#### Chamäleon-System
Das von Tschebanenko popularisierte Chamäleon-System
3. Sg1–f3 Sg8–f6
4. Sb1–c3 a7–a6
hat den Bauernvorstoß 5. … b7–b5 im Sinn. Weiß kann sich dieses Vorstoßes seinerseits mittels 5. c4–c5 erwehren, wodurch Weiß Raumvorteil erhält. Schwarz kann seinerseits versuchen, die weiße Bauernstruktur mittels 5. … Sb8–Sd7 nebst 6. … b7–b6 aufzuhebeln.

### Winawer-Gegengambit
Das Winawer-Gegengambit entsteht nach den Zügen
3. Sb1–c3 e7–e5.
Weiß hat die Möglichkeiten, das Gambit mittels 4. d4xe5 d5–d4 anzunehmen, mittels 4. e2–e3 abzulehnen oder den Zwischenzug 4. c4xd5 zu machen. Möglich sind dort 4. c4xd5 c6xd5 5. d4xe5 d5–d4 6. Sc3–e4 Dd8–a5+ mit Rückgewinn des Bauern, oder 4. c4xd5 c6xd5 5. Sg1–f3 e5–e4 6. Sf3–e5 Sb8–c6 mit völligem Ausgleich.

### Seltene Abspiele
- Das Fianchetto des schwarzen Lf8 wurde in der Partie Lasker – Schlechter, Berlin 1910, 10. Wettkampfpartie eingeführt.

- Igor Rausis versuchte sich als Schwarzer mit der nachträglichen Annahme 3. Sg1–f3 d5xc4 4. e2–e3 Lc8–e6 (5. Sf3–g5 scheitert am Doppelangriff Dd8–a5+) und als Weißer mit 3. Sg1–f3 Sg8–f6 4. Dd1–c2 d5xc4 5. e2–e4

- Stellungen nach 1. d2–d4 d7–d5 2. c2–c4 c7–c6 3. Sg1–f3 Sg8–f6 4. g2–g3 können wegen der geplanten Aufstellung des weißen Läufers auf g2 zur Katalanischen Eröffnung gezählt werden.